# Colemonia
Colemonia is een geslacht van kreeftachtigen uit de klasse van de Malacostraca (hogere kreeftachtigen).

## Soort
- Colemonia litodactylus Bruce, 2005